# Miriam Dalli
Pour les articles homonymes, voir Dalli.
Miriam Dalli, née le 19 mai 1976 à San Ġiljan, est une femme politique maltaise.

## Biographie
Entre 2005 et 2009, Miriam Dalli est rédactrice en chef pour One TV (Malte) (en) et ONE Radio, devenant ainsi la première rédactrice en chef maltaise de l'information télévisée.
En 2014, elle est élue députée européenne pour le parti travailliste maltais et siège avec l'Alliance progressiste des socialistes et démocrates au Parlement européen (S&D). Elle travaille pour réduire les gaz à effets de serre des voitures au sein de la Commission de l'environnement, de la santé publique et de la sécurité alimentaire. Elle est re-élue en 2019 et est nommée vice-présidente du groupe S&D.
En octobre 2020, Miriam Dalli devient membre de la Chambre des représentants, succédant à Etienne Grech. En novembre 2020, elle est nommée ministre de l'Énergie, de l'Entreprise et du Développement durable. Après les élections générales de 2022, elle est nommée ministre de l'Environnement, de l'Énergie et des Entreprises.